# Inor
Inor is een gemeente in het Franse departement Meuse (regio Grand Est) en telt 204 inwoners (1999). De plaats maakt deel uit van het arrondissement Verdun.

## Geografie
De oppervlakte van Inor bedraagt 6,5 km², de bevolkingsdichtheid is 31,4 inwoners per km².
De onderstaande kaart toont de ligging van Inor met de belangrijkste infrastructuur en aangrenzende gemeenten.

## Demografie
Onderstaande figuur toont het verloop van het inwonertal (bron: INSEE-tellingen).